# Jungfrusländor
Jungfrusländor eller vattenjungfrur (Calopterygidae) är en familj i insektsordning trollsländor. Familjen innehåller omkring 160 arter i 16 släkten och finns både i Gamla och i Nya världen.

## Kännetecken
Jungfrusländorna är medelstora sländor och har liksom andra flicksländor spenslig kropp och smal och lång bakkropp samt tvärställd form på det cylindriska huvudet, vars fasettögon sitter långt åtskilda. Båda dessa familjer har dessutom likformiga framvingar och bakvingar, med smal bas som under vila hålls snett uppåt och hopslagna. Jungfrusländorna avviker genom vingarnas ytterst täta nätådrighet, genom hanarnas brist på vingmärke samt genom den flaxande flykten. I bakkroppens spets har larverna tre långa, smalt lansettformade bihang, som används både som simfenor och som gälar. Därtill kommer tarmgälar som är mindre utvecklade än hos larverna av egentliga trollsländor.

## Systematik
Denna systematik anger släkten. I Sverige representeras familjen jungfrusländor endast av 2 arter i släktet Calopteryx, blå jungfruslända och blåbandad jungfruslända.
- Calopteryx
- Hetaerina
- Iridictyon
- Mnesarete